# Катманду (област)
Област Катманду е част от анчол Багмати във Непал, с площ от 395 км2 и население 1 081 845 души (2001). Административен център е град Катманду.